# Скачков, Николай Павлович
Николай Павлович Скачков (22 марта 1915 — 24 апреля 1944) — командир батареи 1070-го истребительно-противотанкового артиллерийского полка 27-й армии Воронежского фронта, старший лейтенант. Герой Советского Союза.

## Биография
Родился 22 марта 1915 года в посёлке Щербиновка ныне Донецкой области Украины. Работал заведующим учебной частью учебного комбината шахты имени Ф. Э. Дзержинского, затем начальником участка шахты.
В Красной Армии с июня 1941 года. Участник Великой Отечественной войны с октября 1941 года. Сражался на Южном, Воронежском и 1-м Украинском фронтах. Принимал участие в оборонительных боях 1941—1942 годах, в Курской битве, в освобождении Левобережной Украины, в форсировании Днепра.
24 декабря 1943 года за образцовое выполнение боевых заданий командования и проявленные при этом мужество и героизм старшему лейтенанту Скачкову Николаю Павловичу присвоено звание Героя Советского Союза.
Погиб в бою 24 апреля 1944 года в районе города Тлумач Ивано-Франковской области Украины.